# Marussia B1
Marussia B1 – rosyjski samochód sportowy produkowany w Moskwie przez firmę Marussia Motors, określany przez producenta mianem „pierwszego rosyjskiego supersamochodu”.

## Opis
Pojazd został zaprezentowany pod koniec 2008 roku, natomiast do produkcji wszedł rok później.
Do konstrukcji nadwozia wykorzystano aluminium i włókno węglowe, co w znaczący sposób obniżyło masę pojazdu (1100 kg).
W ofercie sprzedażowej występowały wersje z dwoma silnikami V6: o pojemności 2,8 litra oraz 3,5 litra. Pierwsza z tych jednostek była wyprodukowana przez Coswortha i była wyposażona w turbosprężarkę. Silnik ten rozwijał moc 360 lub 420 KM. Wolnossący silnik 3,5 litra produkcji Nissana rozwijał moc 300 KM. Silnik był sprzężony z sześciostopniową automatyczną skrzynią biegów i napędzał tylne koła. Samochód przyspieszał od 0 do 100 km/h w 3,8 sekundy, a jego prędkość maksymalna wynosiła 250 km/h. Koszt modelu wynosił 110 tysięcy funtów.
W ofercie firmy znajdował się również model B2, różniący się od B1 wyłącznie karoserią.
Wyprodukowano około 20 sztuk modelu. Jego produkcję zakończono w 2014 roku.